# Gethsemanekirche (Berlin)
Gethsemanekirche är en evangelisk kyrka i vid Stargarder Straße i Prenzlauer Berg i Berlin i Tyskland. Den byggdes åren 1889-1893 enligt planer av August Orth.